# Bitter & Sweet (Aimerのアルバム)
『Bitter & Sweet』（ビター・アンド・スウィート）は、Aimerが2012年に発表したカバーアルバム。2012年12月12日にDefSTAR RECORDSから発売された。

## 概要
インディーズ時代の『Your favorite things』に、新たな音源6曲を加えて初CD化。初回盤は、星屑クリアトレイ仕様で購入者限定ライブ参加応募ハガキが封入された。

## 収録曲
1. リフレインが叫んでる (4:20)
作詞・作曲：松任谷由実　編曲：玉井健二、百田留衣
2. L-O-V-E (2:57)
作詞：ミルト・ギャブラー　作曲：ベルト・ケンプフェルト　編曲：玉井健二、小佐井彰史
3. Poker Face (4:14)
作詞・作曲：レディー・ガガ、RedOne　編曲：玉井健二、古川貴浩
4. 三日月 (4:43)
作詞：絢香　作曲：西尾芳彦、絢香　編曲：玉井健二、釣俊輔
5. Viva La Vida (4:44)
作詞・作曲：ガイ・ベリーマン、ジョニー・バックランド、ウィル・チャンピオン、クリス・マーティン　編曲：玉井健二、古川貴浩
6. また君に恋してる (4:42)
作詞：松井五郎　作曲：森正明　編曲：玉井健二、古川貴浩
7. 強く儚い者たち (4:44)
作詞：こっこ　作曲：柴草玲　編曲：玉井健二、古川貴浩
8. Calendar Girl (2:50)
作詞・作曲：ニール・セダカ、ハワード・グリーンフィールド　編曲：玉井健二、古川貴浩
9. 今宵の月のように (4:50)
作詞・作曲：宮本浩次　編曲：玉井健二、野村陽一郎
10. Baby Love (2:41)
作詞・作曲：ラモント・ドジャー、ブライアン・ホーランド、エディ・ホーランド・ジュニア　編曲：玉井健二、釣俊輔
11. Crazy in Love (2:47)
作詞：ビヨンセ・ノウルズ、ショーン・カーター、リッチ・ハリソン、ユージン・レコード　作曲：リッチ・ハリソン、ユージン・レコード　編曲：玉井健二、古川貴浩
12. Precious (5:26)
作詞：野口圭　作曲：田中隼人　編曲：玉井健二、古川貴浩
13. Breaking Up Is Hard To Do (2:22)
作詞・作曲：ニール・セダカ、ハワード・グリーンフィールド　編曲：玉井健二、古川貴浩
14. I Will Always Love You (3:49)
作詞・作曲：ドリー・パートン　編曲：玉井健二、古川貴浩
15. Change the World (3:43)
作詞・作曲：トミー・シムズ、ゴードン・ケネディ、ウェイン・カークパトリック　編曲：玉井健二、古川貴浩
16. Orion (5:44)
作詞・作曲：百田留衣　編曲：玉井健二、古川貴浩

## アルバム参加ミュージシャン
- 百田留衣 - プログラミングと楽器演奏 (M1)
- 小佐井彰史 - プログラミングと楽器演奏 (M2)
- 古川貴浩 - プログラミングと楽器演奏 (M3, 5-8, 11-16)
- 釣俊輔 - プログラミングと楽器演奏 (M4, 10)
- 野村陽一郎 - プログラミングと楽器演奏 (M9)

## 制作クレジット
- プロデューサー - 玉井健二
- A&R - Toru Takeuchi
- Directed & Organized - 鳥巣亮太、森岡英貴 (agehasprings)
- Vocal Contracted - 市川洋介 (agehasprings) (M4, 6, 8, 12, 14, 15, 16)
- エグゼクティブ・プロデューサー - 小林和之、Yorio Isahi、Shoji Yagi、玉井健二
- レコーディング、ミキシング・エンジニア - 森真樹
- マスタリング・エンジニア - 茅根裕司
- アート・ディレクション＆デザイン - 松田剛
- フォトグラファー - 加藤アラタ
- スタイリスト - 赤石侑香
- ヘアメイクアーティスト - 木村知香
- モデル - momo, mimi

## リリース日一覧
| 地域 | リリース日     | レーベル        | 規格                   | カタログ番号  | 備考                                   |
| ---- | -------------- | --------------- | ---------------------- | ------------- | -------------------------------------- |
| 日本 | 2012年12月12日 | DefSTAR RECORDS | 12cmCD                 | DFCL-1960     |                                        |
| 日本 | 2012年12月12日 | DefSTAR RECORDS | デジタル・ダウンロード |               | レコチョク, mora, iTunes Store 2曲のみ |
| 日本 | 2013年4月24日  | DefSTAR RECORDS | デジタル・ダウンロード | A33861693     | レコチョク AAC 128/320kbps             |
| 日本 | 2013年4月24日  | DefSTAR RECORDS | デジタル・ダウンロード | 4560429721949 | mora AAC-LC 320kbps                    |
| 日本 | 2013年4月24日  | DefSTAR RECORDS | デジタル・ダウンロード | 633400863     | iTunes Store                           |
| 日本 | 2014年4月1日   | DefSTAR RECORDS | デジタル・ダウンロード | B00FTXGEA8    | Amazon.co.jp                           |

## タイアップ
| 曲名                          | タイアップ                                                     |
| ----------------------------- | -------------------------------------------------------------- |
| 「L-O-V-E」                   | マツモトキヨシ「ARGELAN」TV-CMソング                           |
| 「L-O-V-E」                   | フジテレビTWO「恋なんて贅沢が私に落ちてくるのだろうか?」挿入歌 |
| 「Calendar Girl」             | フジテレビTWO「恋なんて贅沢が私に落ちてくるのだろうか?」挿入歌 |
| 「Baby Love」                 | フジテレビTWO「恋なんて贅沢が私に落ちてくるのだろうか?」挿入歌 |
| 「Breaking Up Is Hard To Do」 | フジテレビTWO「恋なんて贅沢が私に落ちてくるのだろうか?」挿入歌 |

## 購入特典
- 2013年2月2日 購入者特典ライブ Aimer 「Bitter & Sweet +」 都内某所[10]
- Aimer『Bitter ＆ Sweet』ポスターカレンダー